# Стил, Джон
Джон Стил (англ. John Steel; 4 февраля 1941) — британский музыкант, наиболее известный как барабанщик группы The Animals, в составе которой играет с 1963 года. Он является единственным участником первоначального состава группы, играющим в нынешнем её составе. В коллективе играл в 1963—1966, 1975—1976, 1983 гг. и с 1992 года по настоящее время. Также Стил является владельцем прав на название группы в результате регистрации товарного знака.

## Ранняя жизнь
Джон Стил был самым младшим из четырёх детей в семье. Обучался в Gateshead Grammar School. В детстве вместе со своими братьями и сёстрами брал уроки игры на фортепиано. В подростковом возрасте Стил слушал записи Бинга Кросби, Эла Джолсона, Фэтса Уоллера и Сида Филлипса.
Первым инструментом Стила была труба. Первоначально он находился под влиянием традиционного джаза, но позже его заинтересовало направление модерн-джаза. Когда Стил стал играть на ударных, то испытывал влияние таких музыкантов, как Элвин Джонс и Арт Блэйки.
Играя на барабанах, я никогда не чувствовал себя уверенно, нежели чем когда играл на трубе. Я в первую очередь вдохновлялся джазовыми барабанщиками, уровня которых я никогда не смогу достичь. То, что моя судьба связала меня с рок-н-роллом и ритм-н-блюзом, было совершенно случайным.

## В составе The Animals
С будущим вокалистом The Animals Эриком Бёрдоном Стил познакомился, когда они вместе обучались в Ньюкаслском колледже искусств и дизайна. Впоследствии они оба заинтересовались рок-н-роллом.
В марте 1959 года Стил объединился с Аланом Прайсом, и вместе с Хилтоном Валентайном (гитара) и Чесом Чендлером (бас-гитара) они образовали группу. В 1960 году The Alan Price Combo добилась определённой известности в Ньюкасле. В 1962 году из группы The Pagans к ним перешёл Бёрдон, таким образом и появилась группа The Animals.
В её составе Стил продолжал играть и записываться вплоть до марта 1966 года. Последним синглом, который записала группа с его участием, стал «Inside Looking Out».

## После The Animals
В дальнейшем Стил вернулся в Ньюкасл и занялся предпринимательством вместе с бывшим товарищем по группе Чесом Чендлером. В 1971 году Чендлер посоветовал ему присоединиться к паб-роковой группе Eggs over Easy. В последующие годы Стил периодически участвовал в различных реюнионах оригинальных Animals.
С 1993 года Стил выступал с группой, которая тоже носила название the Animals и включала в себя Хилтона Валентайна, Дэйва Роуберри, Зута Мани и Мика Галлахера (Он ещё в 1965 году временно заменял Алана Прайса в оригинальном составе The Animals). В том же 1993 году Хилтон Валентайн сформировал группу «Animals II» и в 1994 году пригласил в неё Джона Стила, а в 1999 году — Дэйва Роуберри. Также через этот коллектив прошли такие музыканты, как Стив Хатчинсон, Стив Доунсон и Мартин Бланд. С 1999 по 2001 годы группа вновь носила название Animals. После ухода Валентайна в 2001 году Стил и Роуберри продолжили выступать под названием «Animals and Friends» вместе с Питером Бартоном, Джимом Родфордом и Джоном Уильямсоном. Когда в 2003 году умер Дэйв Роуберри, группа на его место взяла Мика Галлахера. В настоящее время Animals & Friends продолжают выступать, чаще играя на корабле компании Color Line, который плавает между Скандинавией и Германией.

## Владение правами на название
В 2008 году судом было установлено, что права на название «The Animals» остаются за Стилом в пределах Великобритании, поскольку он ранее зарегистрировал это имя. Эрик Бёрдон не согласился с данным решением, утверждая, что название «The Animals» ассоциируется в первую очередь с ним. Возражения Бёрдона были отклонены. Это аргументировалось тем, что его слова скорее относятся к названию группы Eric Burdon & The New Animals, которая была сформирована им самим, и имя и репутация которой не относятся к оригинальным The Animals.